# Walter Gómez
Walter Gómez (Montevidéu, 12 de dezembro de 1927 - Vicente López, 4 de março de 2004) foi um futebolista uruguaio.
Começou a carreira no Central Español, e em dois anos, em 1946 estava no Nacional, um dos grandes clubes uruguaios. Naquele mesmo ano disputou o Sul-Americano pelo Uruguai e seria campeão uruguaio, título que conquistaria novamente no ano seguinte. Por este segundo título, participou do Campeonato Sul-Americano de Campeões em 1948, torneio oficialmente reconhecido pela CONMEBOL como equivalente à futura Taça Libertadores da América. Ali, demonstrou a grande eficiência de sua dupla com Atilio García, mas os tricolores terminaram em terceiro, chegando a ser goleados por 1 x 4 pelo futuro campeão Vasco da Gama, partida em que ele marcou o gol dos uruguaios, que naquele momento empatava momentaneamente o jogo.
Em 1949, Gómez levou suspensão de um ano no Uruguai após brigar com um árbitro. Isso acabou lhe privando de um lugar na Copa do Mundo de 1950. Neste ano, cruzou o Rio da Prata para chegar ao River Plate, comprado por um milhão de pesos. Tornou-se ídolo também na Argentina, integrando vitorioso elenco riverplatense da década de 1950, conhecido como La Maquinita, com Amadeo Carrizo, Ángel Labruna, Santiago Vernazza, Omar Sívori, Félix Loustau, Norberto Menéndez, dentre outros. Curiosamente, estava jogando contra o San Lorenzo enquanto seus compatriotas venciam o Brasil na decisão da Copa; após o resultado do mundial ter sido anunciado nos autofalantes do Monumental de Núñez, a plateia ovacionou e os colegas de River cercaram Gómez e, em sua homenagem, griataram em coro um hurra.
Seus gols, habilidade e velocidade inspiraram um canto da torcida millonaria para ele: "La gente ya no come, por ver a Walter Gómez". Foi tricampeão argentino em 1952, 1953 e 1955. Por jogar no exterior, todavia, continuou privado da Seleção do Uruguai - na época, não se convocava jogadores que atuassem fora de seus países.
Em 1956, Gómez foi jogar na Itália, mas não teve sucesso. Retornou à América do Sul em 1959, atuando por times de Colômbia e Venezuela até encerrar a carreira, em 1964, como campeão venezuelano pelo Deportivo Galicia. Um dos grandes ídolos da história do River, participou do jogo festivo que marcou a despedida de outro ídolo uruguaio da equipe, Enzo Francescoli, em 1999.

## Títulos
Nacional
- Campeonato Uruguaio: 1946, 1947

River Plate
- Campeonato Argentino: 1952, 1953, 1955

Deportivo Galicia
- Campeonato Venezuelano: 1964